# 盧大中
盧大中（1547年—1627年），字子致，號權南，直隸廣平府永年縣人，民籍，明朝政治人物。

## 生平
萬曆七年（1579年）己卯科順天鄉試第八十八名舉人，十一年（1583年）癸未科進士。户部觀政，本年授河南輝縣知縣，丁憂，十八年復除山東武城縣知縣，二十年（1592年）選南京兵科給事中，二十四年因事革职为民。
泰昌元年（1620年）十月起為光祿寺丞，次年二月升少卿。五月升南京太僕寺少卿，天啓三年（1623年）二月升通政使司右通政，本年升太常寺卿。魏忠賢用事時，盧大中孤峻自持，上疏乞休。五年四月升南京工部右侍郎，六年九月以病乞休，加南京工部尚書銜致仕。七年四月卒，年八十一，贈太子太保，諭祭葬，祀鄉賢。

## 事跡
曾彈劾都察院右都御史王樵衰老，致其致仕。

## 家族
曾祖盧昌；祖父盧麒；父盧廷珠，母楊氏。慈侍下。兄盧大節（推官）、盧大謨（贡士）。弟盧大順（户部主事）、盧大道。